# 伺候席
伺候席（日语：／ Shikōseki）是日本江户时代各地大名登上江户城参觐将军时的坐席次序。

## 概要
伺候席是根据拜谒者的家格、官位以及役职来分别的。由于对于大名家族来说这是表示其身份地位的事物，故伺候席受到了他们格外的重视。
大名落座的席分七种，是为大廊下席、大广间席、溜诘、帝鉴间席、柳间席、雁间席以及菊间广缘。在这些席位是幕府根据大名们的出身和官位来制定的。但，如果某一任正出任役职，他就会坐在与其役职相对应的席位上（比如奏者番在芙蓉间、大番头在菊间等等）。
与将军生活起居之处“奥”距离最近的席次是溜间、雁间、菊间广缘、帝鉴间以及主要由谱代大名入座的席位。论官位和石高，大廊下和大广间的亲藩、外样大名是要超过前者的，但他们与将军的亲疏则要远于谱代大名们。
大广间席、帝鉴间席、柳间席的大名被称为表大名，他们只能在五节句（人日、上巳、端午、七夕、重阳）时以及按月份登城。
| 殿席      | 家名                        | 領国       | 石高         | 初官              | 經歷                      | 極官                | 親疏       | 城主     | 備考                    |
| --------- | --------------------------- | ---------- | ------------ | ----------------- | ------------------------- | ------------------- | ---------- | -------- | ----------------------- |
| 大廊下-上 | 尾張中納言 （尾張德川家）   | 尾張名古屋 | 61万9,500石  | 從三位權中将      | 家督時-中納言 部屋住-宰相 | 從二位大納言        | 御三家     | 城主     | 賜諱・世嗣殿上元服      |
| 大廊下-上 | 紀伊中納言 （紀州徳川家）   | 紀伊和歌山 | 55万5,000石  | 從三位 權中将     | 家督時-中納言 部屋住-宰相 | 從二位 大納言       | 御三家     | 城主     | 賜諱・世嗣殿上元服      |
| 大廊下-上 | 田安右衛門督 （田安德川家） | -          | 10万石       | 從三位 權中将     | 家督時-中納言 部屋住-宰相 | 從二位 權大納言     | 御三卿     | -        | 賜諱・世嗣殿上元服      |
| 大廊下-上 | 一橋民部卿 （一橋德川家）   | -          | 10万石       | 從三位 權中将     | 家督時-中納言 部屋住-宰相 | 從二位 權大納言     | 御三卿     | -        | 賜諱・世嗣殿上元服      |
| 大廊下-上 | 清水式部卿 （清水德川家）   | -          | 10万石       | 從三位 權中将     | 家督時-中納言 部屋住-宰相 | 從二位 權大納言     | 御三卿     | -        | 賜諱・世嗣殿上元服      |
| 大廊下-上 | 甲府宰相 （甲府德川家）     | 甲斐甲府   | 35万石       | 從三位 權中将     | 家督後-宰相               | 從三位 權中納言     | 御兩典     | 城主     | 賜諱・世嗣殿上元服 定府 |
| 大廊下-上 | 館林宰相 （館林徳川家）     | 上野館林   | 35万石       | 從三位 權中将     | 家督後-宰相               | 從三位 權中納言     | 御兩典     | 城主     | 賜諱・世嗣殿上元服 定府 |
| 大廊下-上 | 水戶宰相 （水戶德川家）     | 常陸水戶   | 35万石       | 正四位下權少将    | 從三位 中将               | 正三位 中納言       | 御三家     | 城主     | 賜諱・世嗣殿上元服 定府 |
| 大廊下-下 | 松平加賀宰相（前田家）      | 加賀金澤   | 102万5,000石 | 正四位下 權少将   | 家督時-權中将 50歳-宰相   | 從三位 參議（宰相） | 外樣       | 本国持   | 賜諱・世嗣殿上元服      |
| 大廊下-下 | 松平越前守（福井松平家）    | 越前福井   | 32万石       | 從四位下 權少将   | 家督時-侍從               | 正四位下 權中将     | 御家門     | 大身国持 | 賜諱・世嗣殿上元服      |
| 大廊下-下 | 松平左兵衛督（鷹司松平家）  | 上野吉井   | 1万石        | 從四位下 左兵衛督 | 家督時-侍從               | 從四位下 左兵衛督   | 紀伊家連枝 | 無城     | 定府                    |
| 大廊下-下 | 松平越後守（越前松平家）    | 美作津山   | 10万石       | 從四位下          | 家督時-侍從               | 正四位下 權中将     | 御家門     | 大身国持 | 賜諱・世嗣殿上元服      |

## 大廊下席
大廊下席是德川将军家的亲族落座的席次。分为上之部屋与下之部屋。
上之部屋的席次由御三家占据。江户初期，第三代将军德川家光的子嗣组成的御两典（甲府藩、馆林藩）也坐在此处。中期以降，八代将军德川吉宗新设的御三卿也坐在上之部屋。而与一桥德川家结亲的福冈藩黑田家当主也一起入坐了。另外，家光正室本理院孝子之弟鹰司信平成为大名，或赐松平姓，封上野吉井一万石，这一鹰司松平家也于上之部屋有席次。
下之部屋是加贺藩前田家的席次所在。此外，江户初期的福井藩松平家和古河足利氏的后裔喜连川氏也坐在下之部屋（此后福井松平改至大广间，喜连川氏则下到柳间）。到了江户时代后期，迎入第十一代将军德川家齐子女作为养子、正室的大名有很多，比如阿波藩蜂须贺家、津山藩越前松平家、明石藩越前松平家等。这些家族的当主也有过从大广间转至大廊下的情况。

## 大广间席
大广间席是国持大名及准国持大名入坐的席次，国主以外，持有四品以上官位的亲藩和外样大名也在这个席次。

## 溜诘
溜詰即黑书院溜之间，通称松溜。其距离将军的办公场所“奥”最近，是给予臣下最高的席次。
世代入坐溜诘的大名被称作定溜、常溜或代代溜。这包括了会津藩松平家、彦根藩井伊家、高松藩松平家三家。而仅仅一代入坐溜诘的大名被称为飞溜。这包括了伊予松山藩松平家、姬路藩酒井家、忍藩松平家、川越藩松平家等。此外长期担任老中一职退任后的大名以前官礼遇的形式，仅限一代入坐溜间的末席。是为溜诘格。
江户初期，溜诘有4到5名大名，每当有重大的事项则受到幕阁的咨问。在举行仪式时他们比老中还要上座，格式十分之高。江户中期以降，飞溜大名也逐渐变得和世袭入坐大名类似了。另外，桑名藩松平家、冈崎藩本多家、庄内藩酒井家、越后藩高田榊原家也几乎是代代入坐的。其结果是，幕末时期这一席次的定员达到将近15名，其稀少性减退，且本来之趣旨也显著地形骸化了。

## 帝鉴间席
帝鉴间席是那些在幕府成立以前就臣从德川氏的大名们入坐的席位。这一席次的大名在幕府被称为“谱代大名”。然而，亲藩大名（如宍户藩松平氏、广濑藩松平氏等）与外样大名（如真田氏等）经过请愿而移动至这个席次的被称为御愿谱代。此外还有新设立的大名（如柳泽氏等）因为待遇提高而移动到这个席次的。如果一个大名担任重要职位，则其嫡子会移动到雁间。

## 柳间席
柳间是官位在五位以及无任官的外样大名、交代寄合、表高家和寄合众入坐的席次。官位在五位即使是准国主也在这里入坐，一旦升迁至四品则移动至大广间。此处也是各个大名嫡子入坐的席次。